# Klęczana
Klęczana (daw. Klęczany) – wieś w Polsce położona w województwie małopolskim, w powiecie wielickim, w gminie Gdów.

Integralna część miejscowości: Samołkowiec.
W latach 1975–1998 miejscowość administracyjnie należała do województwa krakowskiego.
W maju 2010 roku wskutek powodzi osuwająca się ziemia zniszczyła lub uszkodziła infrastrukturę wsi.